# Porphyrocrates aurostricta
Porphyrocrates aurostricta är en fjärilsart som beskrevs av Diakonoff 1955. Porphyrocrates aurostricta ingår i släktet Porphyrocrates och familjen spinnmalar. Inga underarter finns listade i Catalogue of Life.